# Pablo Llorens Renaga
Pablo Llorens Renaga – zasłużony hiszpański działacz sportowy, związany z tenisem.
Przez 15 lat był prezydentem Hiszpańskiej Federacji Tenisowej; w 1975 należał do inicjatorów powołania Europejskiego Stowarzyszenia Tenisa (razem z przedstawicielami federacji Francji, Szwajcarii, Niemiec i Wielkiej Brytanii); wiceprezydent w latach 1975–1981. W 1973 jako pierwszy Hiszpan został wybrany do Komitetu Zarządzającego Międzynarodowej Federacji Tenisowej (ITF).
W ITF przez wiele lat kierował Komitetem ds. Igrzysk Olimpijskich; przyczynił się do powrotu tenisa do grona sportów olimpijskich w 1988 (1984 jako dyscyplina pokazowa); pełnił także funkcję pierwszego wiceprezydenta ITF, po zakończeniu kadencji został wyróżniony tytułem honorowego wiceprezydenta.
Od 1971 członek (następnie członek honorowy) Hiszpańskiego Komitetu Olimpijskiego. W 2001 otrzymał Golden Achievement Award, przyznawaną przez Międzynarodową Tenisową Hall of Fame osobom zasłużonym dla światowego tenisa na polu zarządzania, edukacji i promocji.